# أوتو ليسينج (رسام)
أوتو ليسينج (بالألمانية: Otto Lessing)‏ هو نحات ورسام ألماني، ولد في 24 فبراير 1846 في دوسلدورف في ألمانيا، وتوفي في 22 نوفمبر 1912 في برلين في ألمانيا.

## معرض صور

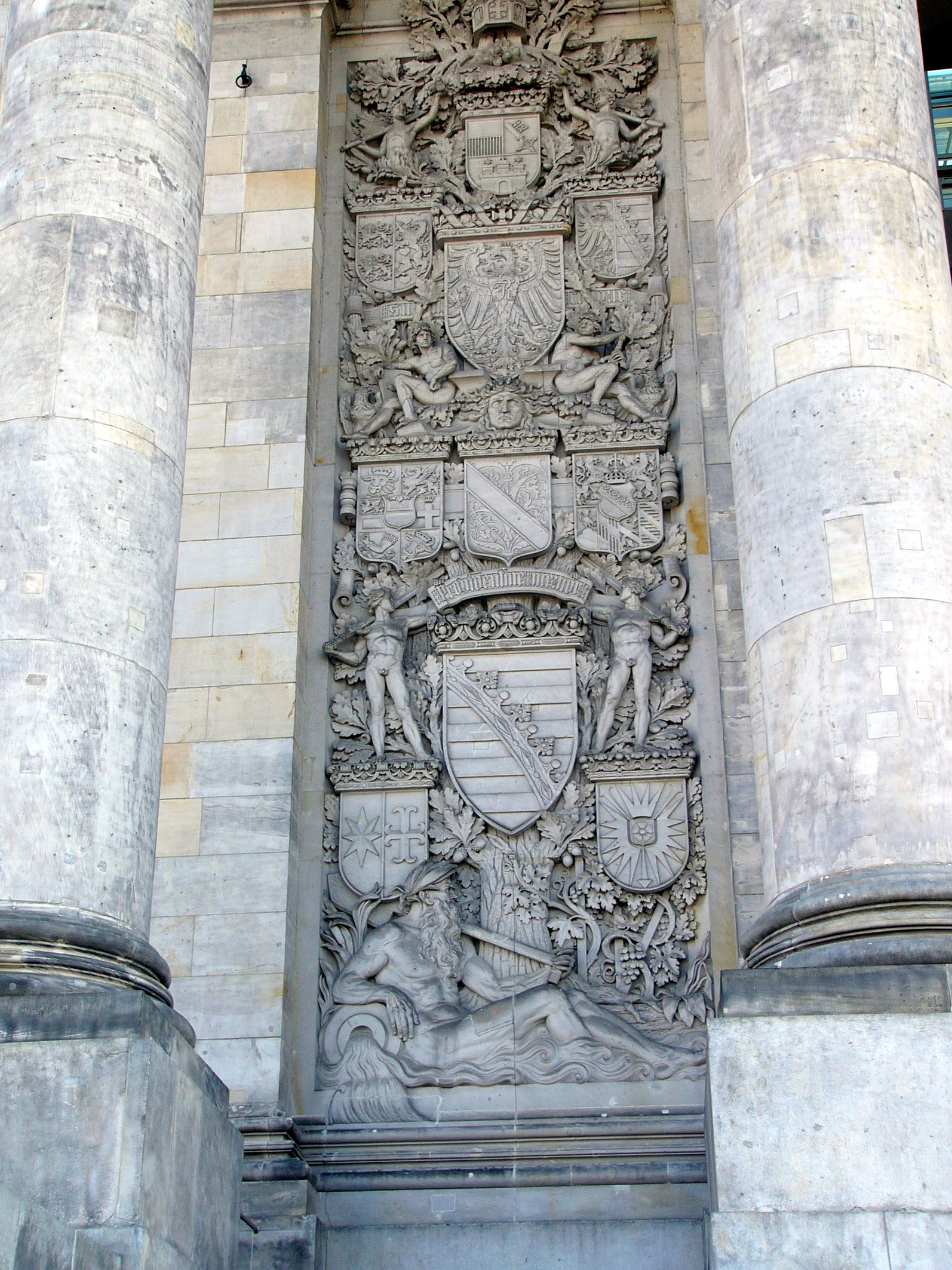
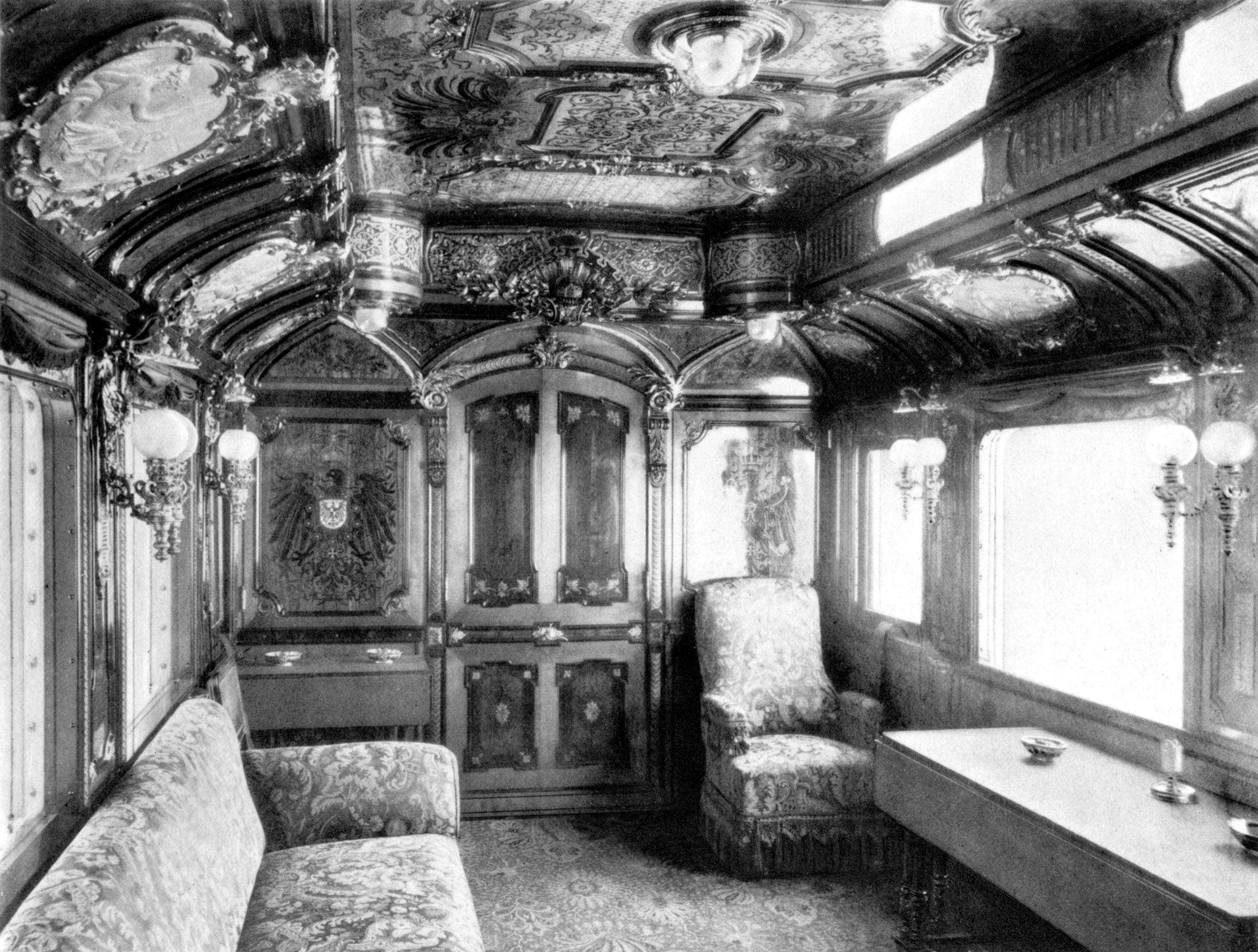
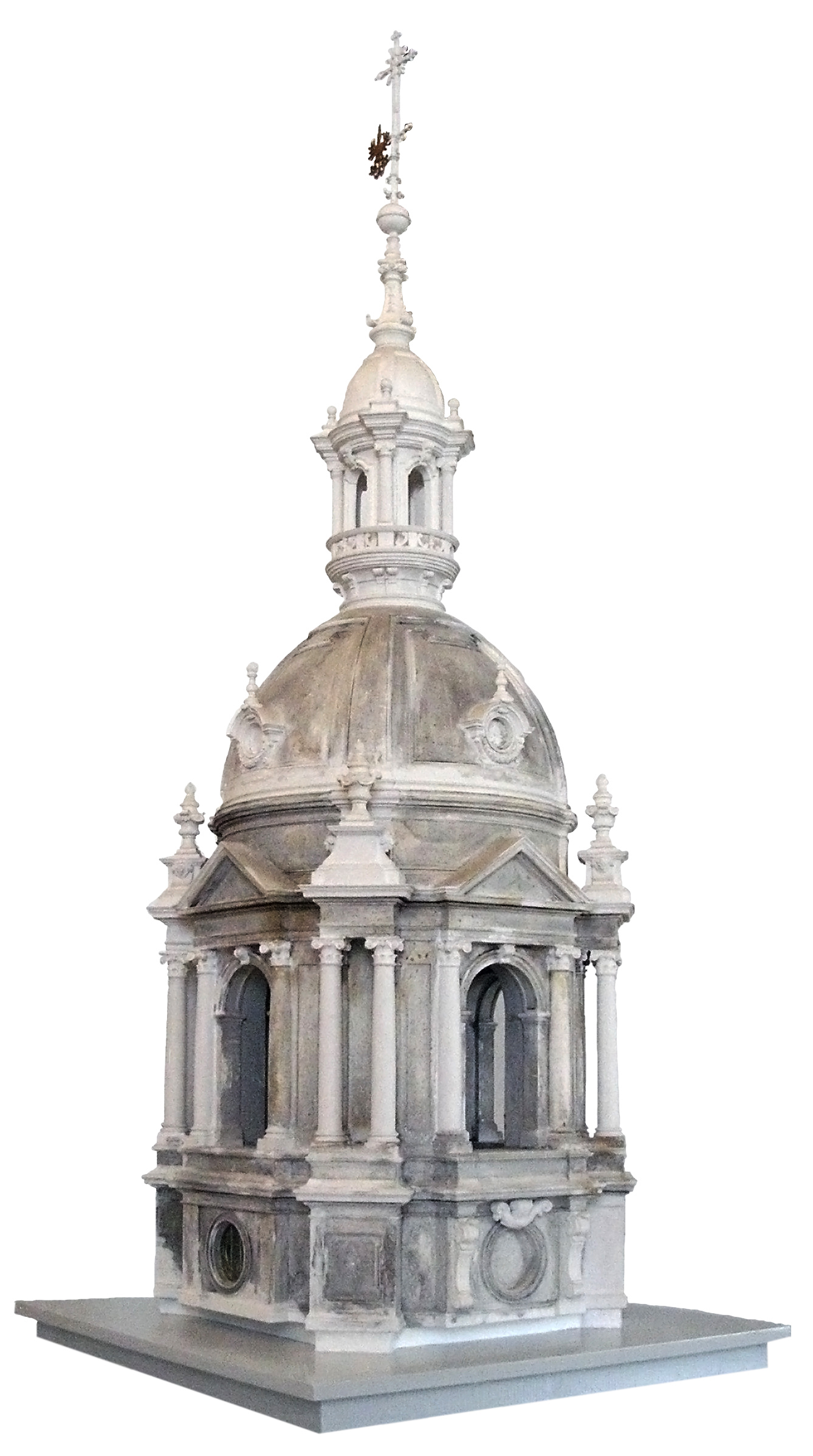
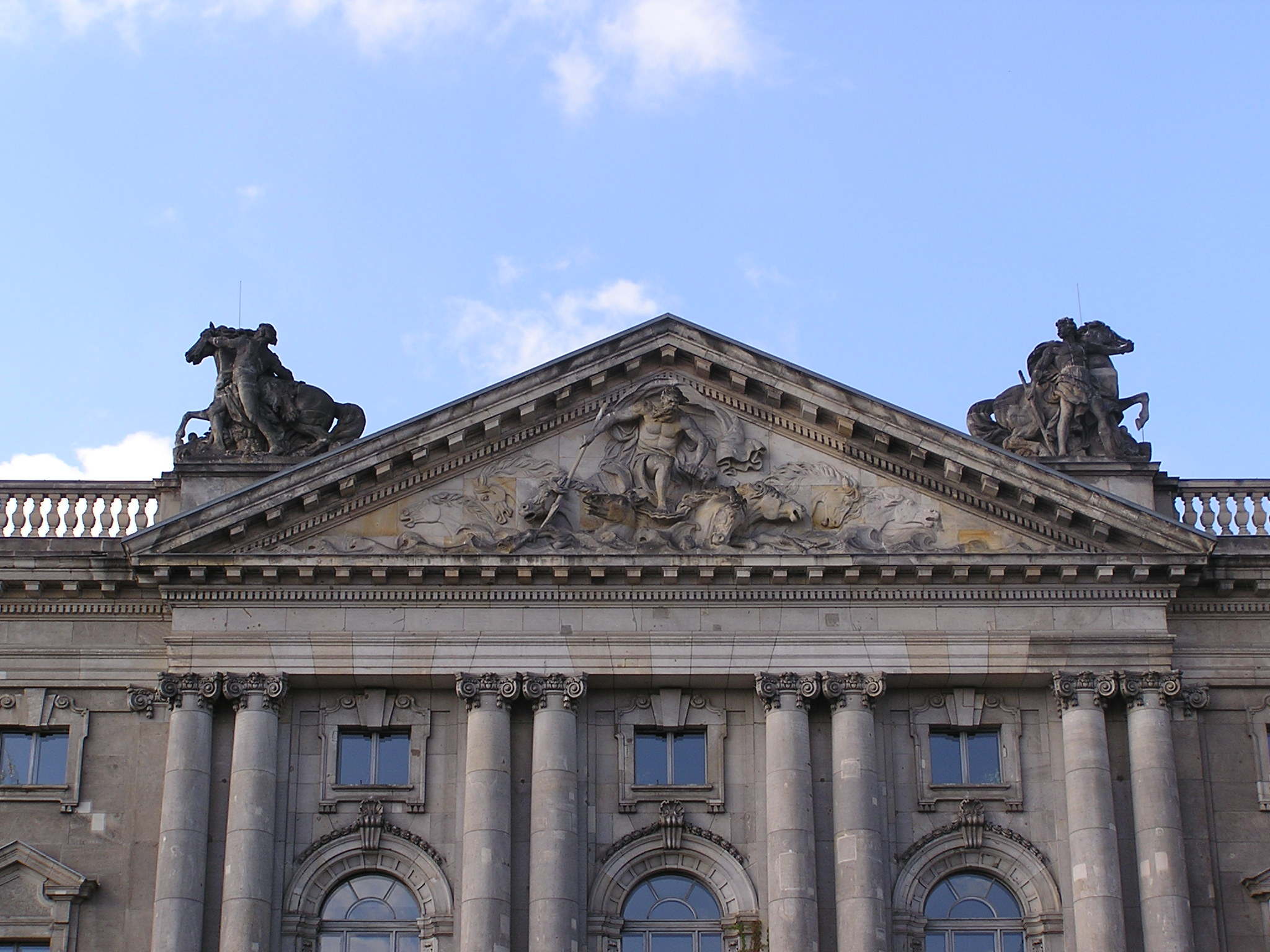